# Anthiinae (kevers)
Anthiinae is een onderfamilie van kevers uit de familie van de loopkevers (Carabidae).

## Soorten
Deze lijst van 350 soorten is mogelijk niet compleet.

### geslachtAnthia
- A. aemiliana (Dohrn, 1881)
- A. aequilatera (Klug, 1853)
- A. alternata (Bates, 1878)
- A. andersoni (Chaudoir, 1861)
- A. artemis (Gerstaecker, 1884)
- A. babaulti (Benard, 1921)
- A. biguttata (Bonelli, 1813)
- A. binotata (Perroud, 1846)
- A. brevivittata (Obst, 1901)
- A. bucolica (Kolbe, 1894)
- A. burchelli (Hope, 1832)
- A. calida (Harold, 1878)
- A. calva (Sternberg, 1907)
- A. capillata (Obst, 1901)
- A. cavernosa (Gerstaecker, 1866)
- A. cephalotes (Guérin-Méneville, 1845)
- A. cinctipennis (Lequien, 1832)
- A. circumscripta (Klug, 1853)
- A. costata (Gory, 1836)
- A. csikii (Obst, 1906)
- A. decemguttata (Linnaeus, 1764)
- A. discedens (Sternberg, 1907)
- A. duodecimguttata (Bonelli, 1813)
- A. ferox (J.Thomson, 1859)
- A. fornasinii (Bertoloni, 1845)
- A. galla (J.Thomson, 1859)
- A. hedenborgi (Boheman, 1848)
- A. hexasticta (Gerstaeker, 1866)
- A. ida (Kolbe, 1894)
- A. lefebvrei (Guérin-Méneville, 1849)
- A. limbata (Dejean, 1831)
- A. lunae (J.Thomson, 1859)
- A. machadoi (Basilewsky, 1955)
- A. mannerheimi (Chaudoir, 1842)
- A. massilicata (Guérin-Méneville, 1845)
- A. maxillosa (Fabricius, 1793)
- A. mima (Péringuey, 1896)
- A. mirabilis (Sternberg, 1906)
- A. namaqua (Péringuey, 1896)
- A. nimrod (Fabricius, 1793)
- A. oberthuri (Obst, 1906)
- A. omoplata (Lequien, 1832)
- A. orientalis (Hope, 1838)
- A. ovampoa (Péringuey, 1896)
- A. praesignis (Bates, 1888)
- A. principalis (Sternberg, 1907)
- A. promontorii (Péringuey, 1899)
- A. pulcherrima (H. W. Bates, 1888)
- A. revoili (Lucas, 1881)
- A. sexmaculata (Fabricius, 1787)
- A. sulcata (Fabricius, 1793)
- A. tatumana (White, 1846)
- A. thoracica (Thunberg, 1784)
- A. venator (Fabricius, 1792)
- A. mulsanti (Perroud, 1846)

### geslachtBaeoglossa
- B. anthracina (Guérin-Méneville, 1847)
- B. villosa (Thunberg, 1806)

### geslachtColfax
- C. stewensi (Andrewes, 1920)

### geslachtCreagris
- C. bigemmis (Andrewes, 1931)
- C. binoculus (Bates, 1892)
- C. bisignata (Landin, 1955)
- C. distacta (Wiedemann, 1823)
- C. hamaticollis (Bates, 1892)
- C. labrosa (Nietner, 1857)
- C. lineola (Andrewes, 1926)
- C. rubrothorax (Louwerens, 1949)
- C. wilsonii (Castelnau, 1867)

### geslachtCycloloba
- C. septemguttata (Fabricius, 1794)
- C. truncatipennis (Boheman, 1848)
- C. alstoni (Péringuey, 1892)
- C. alveolata (Breme, 1844)
- C. amatonga (Péringuey, 1892)
- C. apicata (Fairmaire, 1885)
- C. bihamata (Gerstaecker, 1866)
- C. biloba (Fairmaire, 1882)
- C. bottegoi (G.Muller, 1938)
- C. bouvieri (Sternberg, 1907)
- C. brevivittis (Chaudoir, 1866)
- C. caillaudi (Castelnau, 1835)
- C. cardiodera (Fairmaire, 1887)
- C. cinereocincta (Fairmaire, 1885)
- C. chanleri (Linell, 1896)
- C. chaudoiri (Péringuey, 1892)
- C. dartevellei (Basilewsky, 1967)
- C. divisa (Boheman, 1860)
- C. edax (Péringuey, 1892)
- C. elegantula (Fairmaire, 1887)
- C. fritschi (Chaudoir In Oberthur, 1883)
- C. gracilis (Dejean, 1831)
- C. graphipteroides (Guérin-Méneville, 1845)
- C. grimaudi (Benard, 1922)
- C. griseostriata (Fairmaire, 1884)
- C. grisescens (Fairmaire, 1884)
- C. hamifera (Harold, 1880)
- C. harrarensis (Sternberg, 1908)
- C. intermedia (Boheman, 1848)
- C. interrupta (Fairmaire, 1887)
- C. intricata (C.A.Dohrn, 1882)
- C. kassaica (Benard, 1927)
- C. kavanaughi (Basilewsky, 1983)
- C. leucospilota (Bertoloni, 1849)
- C. lundana (Basilewsky, 1964)
- C. macilenta (Olivier, 1795)
- C. mouffletii (Chaudoir, 1866)
- C. notata (Perroud, 1846)
- C. oberthueri (Sternberg, 1907)
- C. obtusata (Fairmaire, 1887)
- C. opulenta (Boheman, 1860)
- C. overlaeti (Burgeon, 1935)
- C. perspicillaris (Chaudoir, 1878)
- C. piaggiae (Gestro, 1881)
- C. posticalis (Fairmaire, 1885)
- C. prolixa (Fairmaire, 1891)
- C. rohani (Benard, 1921)
- C. rutata (Péringuey, 1892)
- C. sambesina (Péringuey, 1908)
- C. schenklingi (Sternberg, 1907)
- C. semibrunnea (Strohmeyer, 1928)
- C. semisuturata (Chaudoir, 1866)
- C. somereni (Benard, 1930)
- C. spathulata (Gestaecker, 1866)
- C. suturella (Chaudoir, 1866)
- C. tenuicollis (Chaudoir, 1878)
- C. tetrastigma (Chaudoir, 1848)
- C. trilineata (Strohmeyer, 1928)
- C. trilunata (Gerstaecker, 1884)
- C. zambeziana (Benard, 1922)

### geslachtDailodontus
- D. cayennensis (Dejean, 1826)
- D. clandestinus (Klug, 1834)

### geslachtDicranoglossus
- D. resplendens (Castelnau, 1867)

### geslachtEccoptoptera
- E. cupricollis (Chaudoir, 1878)
- E. mutilloides (Bertoloni, 1857)

### geslachtEpimicodema
- E. mastersii (W.J.Macleay, 1871)

### geslachtErephognathus
- E. coerulescens (Fairmaire, 1903)
- E. margarithrix (Alluaud, 1936)

### geslachtGigadema
- G. biordinatum (Sloane, 1914)
- G. bostocki (Castelnau, 1867)
- G. dux (Blackburn, 1901)
- G. froggatti (W.J.Macleay, 1888)
- G. grande (Macleay, 1864)
- G. gulare (Sloane, 1914)
- G. longipenne (Germar, 1848)
- G. mandibulare (Blackburn, 1892)
- G. maxillare (Sloane, 1914)
- G. nocte (Newman, 1842)
- G. obscurum (Sloane, 1914)
- G. rugaticolle (Blackburn, 1901)
- G. sulcatum (W.J.Macleay, 1864)

### geslachtGonogenia
- G. atrata (Boheman, 1848)
- G. endroedyi (Basilewsky, 1980)
- G. immerita (Boheman, 1860)
- G. oxygona (Chaudoir, 1844)
- G. rugosopunctata (Thunberg, 1806)
- G. spinipennis (Chaudoir, 1850)
- G. tabida (Fabricius, 1793)

### geslachtHelluarchus
- H. whitei (Lea, 1914)

### geslachtHelluo
- H. insignis (Sloane, 1890)

### geslachtHelluobrochus
- H. anthracinus (Klug, 1834)
- H. ares (Reichardt, 1974)
- H. argus (Reichardt, 1974)
- H. bacchus (Reichardt, 1972)
- H. bechynei (Reichardt, 1974)
- H. birai (Reichardt, 1974)
- H. brasiliensis (Dejean, 1825)
- H. brevicollis (Dejean, 1831)
- H. bucki (Reichardt, 1974)
- H. capixaba (Reichardt, 1974)
- H. collaris (Chaudoir, 1877)
- H. cribratus (Reiche, 1843)
- H. cribricollis (Chaudoir, 1872)
- H. darlingtoni (Reichardt, 1974)
- H. horqueta (Reichardt, 1974)
- H. inconspicuus (Chaudoir, 1848)
- H. lacordairei (Dejean, 1831)
- H. linearis (Bates, 1871)
- H. luctuosus (Chaudoir, 1872)
- H. negrei (Reichardt, 1974)
- H. oculatus (Reichardt, 1974)
- H. oopselaphus (Reichardt, 1974)
- H. petrus (Reichardt, 1974)
- H. pilipalpis (Reichardt, 1974)
- H. sanguinolentus (Klug, 1834)
- H. subrostratus (Bates, 1871)

### geslachtHelluodema
- H. brunneum (Sloane, 1917)
- H. unicolor (Hope, 1842)

### geslachtHelluodes
- H. devagiriensis (Sabu, Abhitha & Zhao, 2008)
- H. westwoodii (Chaudoir, 1869)

### geslachtHelluomorpha
- H. araujoi (Reichardt, 1974)
- H. eulinae (Reichardt, 1974)
- H. heros (Gory, 1833)
- H. macroptera (Chaudoir, 1850)

### geslachtHelluomorphoides
- H. agathyrsus (Buquet, 1835)
- H. balli (Reichardt, 1974)
- H. brunneus (Putzeys, 1846)
- H. clairvillei (Dejean, 1831)
- H. diana (Reichardt, 1974)
- H. femoratus (Dejean, 1831)
- H. ferrugineus (LeConte, 1853)
- H. gigantops (Reichardt, 1974)
- H. glabratus (Bates, 1871)
- H. io (Reichardt, 1974)
- H. juno (Reichardt, 1974)
- H. latitarsis (Casey, 1913)
- H. longicollis (Bates, 1883)
- H. mexicanus (Chaudoir, 1872)
- H. nigerrimus (Klug, 1834)
- H. nigripennis (Dejean, 1831)
- H. oculeus (Bates, 1871)
- H. papago (Casey, 1913)
- H. praeustus (Dejean, 1825)
- H. ritae (Reichardt, 1974)
- H. rubricollis (Schaum, 1863)
- H. squiresi (Chaudoir, 1872)
- H. texanus (LeConte, 1853)
- H. unicolor (Brulle, 1834)

### geslachtHelluonidius
- H. aterrimus (W.J.Macleay, 1873)
- H. cyaneus (Castelnau, 1867)
- H. cyanipennis (Hope, 1842)
- H. chrysocomus (Maindron, 1908)
- H. laevifrons (Darlington, 1968)
- H. latipennis (W.J.Macleay, 1887)
- H. latipes (Darlington, 1968)
- H. politus (Darlington, 1968)

### geslachtHelluopapua
- H. cheesmani (Darlington, 1971)
- H. toxopei (Darlington, 1968)

### geslachtHelluosoma
- H. bouchardi (Baehr, 2005)
- H. hangayi (Baehr, 2005)
- H. longicolle (Macleay, 1888)

### geslachtMacrocheilus
- M. allardi (Basilewsky, 1957)
- M. alluaudi (Burgeon, 1937)
- M. angustatus (Basilewsky, 1949)
- M. asteriscus (White, 1844)
- M. basilewskyi (A.Serrano, 2000)
- M. bensoni (Hope, 1838)
- M. bicolor (Andrewes, 1920)
- M. biguttatus (Gory, 1832)
- M. bimaculatus (Dejean, 1831)
- M. binotatus (Andrewes, 1931)
- M. biplagiatus (Boheman, 1848)
- M. burgeoni (Basilewsky, 1967)
- M. clasispilus (Basilewsky, 1967)
- M. crampeli (Alluaud, 1916)
- M. cribrarius (Fairmaire, 1901)
- M. cruciatus (Marc, 1840)
- M. chaudoiri (Andrewes, 1919)
- M. cheni (Zhao & Tian, 2010)
- M. deuvie (Zhao & Tian, 2012)
- M. diplospilus (Basilewsky, 1967)
- M. dorsalis (Klug, 1834)
- M. dorsiger (Chaudoir, 1876)
- M. elegantulus (Burgeon, 1937)
- M. ferruginipes (Fairmaire, 1892)
- M. fuscipennis (Zhao & Tian, 2010)
- M. gigas (Zhao & Tian, 2010)
- M. hybridus (Péringuey, 1896)
- M. immanis (Andrewes, 1920)
- M. impictus (Wiedemann, 1823)
- M. labrosus (Dejean, 1831)
- M. lindemannae (Jedlička, 1963)
- M. longicollis (Péringuey, 1904)
- M. macromaculatus (Louwerens, 1949)
- M. madagascariensis (Basilewsky, 1953)
- M. moraisi (A.Serrano, 2000)
- M. niger (Andrewes, 1920)
- M. nigrotibialis (Heller, 1900)
- M. ocellatus (Basilewsky, 1953)
- M. overlaeti (Burgeon, 1937)
- M. parvimaculatus (Zhao & Tian, 2010)
- M. perrieri (Fairmaire, 1899)
- M. persimilis (Basilewsky, 1970)
- M. proximus (Péringuey, 1896)
- M. quadratus (Zhao & Tian, 2010)
- M. quadrinotatus (Burgeon, 1937)
- M. saulcyi (Chevrolat, 1854)
- M. scapularis (Reiche, 1843)
- M. sinuatilabris (Zhao & Tian, 2010)
- M. solidipalpis (Zhao & Tian, 2010)
- M. spectandus (Péringuey, 1904)
- M. taedatus (Basilewsky, 1960)
- M. tripustulatus (Dejean, 1825)
- M. vanharteni (Felix & Muilwijk, 2007)
- M. varians (Péringuey, 1904)
- M. viduatus (Péringuey, 1899)
- M. vinctus (Basilewsky, 1960)
- M. vitalisi (Andrewes, 1920)

### geslachtMeladroma
- M. angustata (Basilewsky, 1970)
- M. informicollis (Liebke, 1928)
- M. katangensis (Burgeon, 1937)
- M. umbraculata (Fabricius, 1801)

### geslachtNetrodera
- N. vethi (Bates, 1889)

### geslachtOmphra
- O. atrata (Klug, 1834)
- O. complanata (Reiche, 1843)
- O. drumonti (Raj, Sabu & Danyang, 2012)
- O. hirta (Fabricius, 1801)
- O. pilosa (Klug, 1834)
- O. rotundicollis (Chaudoir, 1872)
- O. rufipes (Klug, 1834)

### geslachtPlatyhelluo
- P. weiri (Baehr, 2005)

### geslachtPleuracanthus
- P. inca (Reichardt, 1974)
- P. psittacus (Reichardt, 1974)
- P. sulcipennis (Gray, 1832)
- P. tridens (Reichardt, 1974)

### geslachtPogonoglossus
- P. augustae (Louwerens, 1949)
- P. carinipennis (Bates, 1892)
- P. chaudoiri (Gestro, 1875)
- P. giganteus (Baehr, 2005)
- P. glabricollis (Emden, 1937)
- P. grossulus (Darlington, 1968)
- P. horni (Sloane, 1907)
- P. inarmatus (Baehr, 1988)
- P. inflaticeps (Sloane, 1904)
- P. intermedius (Bouchard, 1903)
- P. laevissimus (Baehr, 1995)
- P. latior (Darlington, 1968)
- P. latus (Andrewes, 1937)
- P. major (Darlington, 1968)
- P. minor (Darlington, 1968)
- P. missai (Baehr, 2005)
- P. montanus (Bouchard, 1903)
- P. obliquus (Darlington, 1968)
- P. papua (Darlington, 1968)
- P. parvus (Darlington, 1968)
- P. physoides (Andrewes, 1937)
- P. porosus (Sloane, 1904)
- P. punctulatus (Louwerens, 1969)
- P. rufopiceus (Baehr, 1993)
- P. sciurus (Andrewes, 1937)
- P. schaumii (Chaudoir, 1869)
- P. sumatrensis (Gestro, 1875)
- P. sylvaticus (Bouchard, 1903)
- P. tagalus (Heller, 1916)
- P. taylori (Darlington, 1968)
- P. torvus (Andrewes, 1937)
- P. truncatus (Schmidt-Goebel, 1846)
- P. unicolor (McLeay, 1886)
- P. validicornis (Chaudoir, 1862)

### geslachtSchuelea
- S. arfakensis (Baehr, 1987)
- S. drumonti (Baehr, 2004)
- S. monstrosa (Baehr, 2004)

### geslachtTriaenogenius
- T. arabicus (Gestro, 1889)
- T. carinulatus (Fairmaire, 1887)
- T. congoensis (Basilewsky, 1959)
- T. corpulentus (Chaudoir, 1877)
- T. denticulatus (Basilewsky, 1959)
- T. ferox (Erichson, 1843)
- T. gerstaeckeri (Chaudoir, 1877)
- T. kochi (Basilewsky, 1964)
- T. lugubrinus (Boheman, 1860)
- T. lugubris (Schaum, 1863)
- T. sculpturatus (Gerstaecker, 1867)